# Садыков, Ибрагим-Паша Султанович
Ибрагим-Паша Султанович Садыков (род. 12 января 1924, с. Рутул, Рутульский район, Дагестанская АССР, РСФСР, СССР) — участник Великой Отечественной войны, один из самых цитируемых ветеранов в интернете, в СМИ. Наибольшей узнаваемостью пользуется на Кавказе. Герой Российской Федерации (2024).

## Биография
Родился 12 января 1924 года в селе Рутул Рутульского района.
На фронт Великой Отечественной войны Садыков отправился добровольцем в 1941 году. Изначально его маршрут был построен в Туапсе, после чего в учебную часть Армавира, где в течение месяца обучался на автоматчика, учился работать с ружьём. Садыков по окончании курсов начал воевать под Ростовом-на-Дону, а с января 1942 года принимал участие в Сталинградской битве. После осколочного ранения ноги был доставлен в госпиталь. После лечения был направлен в Крым и в составе стрелковой дивизии вместе с сослуживцами из 320-й стрелковой дивизии участвовал в атаке на десантных катерах вражеских позиций в Керчи. В боях получил второе ранение за год и после излечения Садыков, получив третью группу инвалидности, вернулся на родину в Дагестан.
Через некоторое время Садыков снова попросился на фронт и был принят, а после направлен в танковую часть в Тулу, откуда в составе автоматчиков-десантников 48-го отдельного гвардейского тяжёлого танкового полка был переброшен на Курскую дугу и принял участие в Курской битве. Ибрагим-Паша Садыков участвовал в освобождении Киева и Львова, затем освобождал Варшаву. В апреле 1945 года был задействован в боевых операциях на территории Германии. Снова был ранен и лечился в госпитале Варшавы, затем в Новосибирске. После окончания войны вернулся домой.
2 мая 2024 года ему было присвоено звание Герой Российской Федерации. 30 мая 2024 года в Екатерининском зале Кремля Президент Российской Федерации Владимир Путин вручил ему высшую государственную награду страны — медаль «Золотая Звезда».

## Звания и награды
- Герой Российской Федерации (2 мая 2024 года) — за мужество и героизм, проявленные в годы Великой Отечественной войны 1941—1945 годов, большой вклад в патриотическое воспитание молодёжи[15]
- Орден Славы II степени
- Орден Славы III степени
- Орден Отечественной войны I степени (26 мая 1993 года)[16]
- Медаль «За оборону Сталинграда»
- Медаль «За отвагу»
- Медаль «За освобождение Варшавы»
- Медаль «За победу над Германией в Великой Отечественной войне 1941—1945 гг.»
- Юбилейная медаль «80 лет Победы в Великой Отечественной войне 1941—1945 гг.» (2025 год)[17]
- Почётный серебряный орден «Общественное признание», вручён главой Республики Дагестан Владимиром Абдуалиевичем Васильевым
- Орден «За заслуги перед Республикой Дагестан»[10]
- Орден Почёта Республики Дагестан I степени (25 февраля 2025 года) — за мужество и героизм, проявленные в годы Великой Отечественной войны 1941-1945 годов, большой вклад в патриотическое воспитание молодёжи[18]
- Другие награды

## Издательства